# Belcarra, British Columbia
Belcarra är en ort i Kanada.   Den ligger i Metro Vancouver Regional District och provinsen British Columbia, i den södra delen av landet, 3 500 km väster om huvudstaden Ottawa. Belcarra ligger 24 meter över havet och antalet invånare är 644.
Terrängen runt Belcarra är varierad.Runt Belcarra är det tätbefolkat, med 947 invånare per kvadratkilometer.. Närmaste större samhälle är Vancouver, 15,6 km sydväst om Belcarra. 
I omgivningarna runt Belcarra växer i huvudsak barrskog.